# دختران حوا (فیلم ۱۳۴۰)
دختران حوا فیلمی به کارگردانی و نویسندگی سعید نیوندی محصول سال ۱۳۴۰ است.

## خلاصه داستان
جوانی شهرستانی به تهران آمده و در ساختمانی که مستأجران زیادی دارد اقامت می‌کند و پس از مدت کوتاهی شیفتهٔ دختر همسایه می‌شود…

## بازیگران
- ویدا قهرمانی
- علی محزون
- غلامعلی روانبخش
- احمد قدکچیان
- حمیده خیرآبادی
- فریده نصیری
- مهین دیهیم
- پرخیده
- میلانی
- همایون